# Swartzia tessmannii
Swartzia tessmannii är en ärtväxtart som beskrevs av Hermann August Theodor Harms. Swartzia tessmannii ingår i släktet Swartzia och familjen ärtväxter. Inga underarter finns listade i Catalogue of Life.